# Epilessia del lobo frontale
L'epilessia del lobo frontale è un disturbo neurologico caratterizzato da brevi e ricorrenti crisi che si verificano nel lobo frontale del cervello, spesso mentre il paziente sta dormendo. È il secondo tipo di epilessia più comune dopo l'epilessia del lobo temporale. Entrambe le forme sono caratterizzate da crisi parziali (focali) che verificarsi in due diverse forme: crisi semplici (che non influiscono sullo stato di coscienza o sulla memoria) o crisi complesse (che influenzano lo stato di coscienza o la memoria prima, durante o dopo una crisi). I sintomi e le manifestazioni cliniche dell'epilessia del lobo frontale possono variare a seconda dell'area specifica interessata.
L'inizio di una crisi può essere difficile da rilevare poiché i lobi frontali contengono e regolano molte strutture e funzioni di cui si sa relativamente poco. Vista la scarsa conoscenza delle funzioni associate ai lobi frontali, le convulsioni che si verificano in queste regioni del cervello possono produrre sintomi insoliti che possono essere confusi erroneamente con disturbi psichiatrici, convulsioni non epilettiche o disturbi del sonno.
Durante l'insorgenza di un attacco, il paziente può presentare una postura anomala del corpo, tic sensomotori, o altre anomalie nelle abilità motorie. In alcuni casi, durante un attacco possono verificarsi risate o pianti incontrollabili. Le persone afflitte da questa patologia non sempre sono consapevoli dei loro comportamenti anomali. All'epilessia del lobo frontale può seguire un breve periodo di confusione post-crisi, spesso non rilevabile, che non dura quanto i periodi di confusione a seguito di epilessia del lobo temporale.
Le cause scatenanti l'epilessia del lobo frontale sono diverse, e vanno dalla genetica al trauma cranico. Sebbene l'epilessia del lobo frontale sia spesso erroneamente diagnosticata, possono essere effettuati test come l'EEG o l'MRI  per rivelare la presenza di un tumore o di una malformazione vascolare. A differenza della maggior parte degli EEG epilettici, le anormalità negli EEG del lobo frontale ne precedono l'insorgenza fisica e aiutano nella localizzazione dell'origine della crisi. I farmaci anticonvulsivanti possono controllare l'insorgenza delle crisi, ma se risultano inefficaci il paziente può subire un intervento chirurgico al fine di rimuovere le aree focali del lobo frontale.

## Sintomi
I sintomi dell'epilessia sono il prodotto dell'iperattivazione di una zona del cervello, che dilaga verso le regioni laterali del cervello. A causa dell'enorme diversità delle funzioni cognitive e motorie regolate dai lobi frontali, vi è anche un'enorme varietà di sintomi basati sul lato coinvolto e sulla topografia dell'origine focale. In generale, i sintomi comprendono l'assunzione di una postura asimmetrica e anormale; urla ripetitive e movimenti a scatti ripetitivi. I sintomi si presentano in lassi di tempo inferiori al minuto e spesso si verificano durante il sonno. Nella maggior parte dei casi, il paziente sperimenta un'aura fisica ed emotiva,  formicolio, intorpidimento o tensione prima che si verifichi un attacco. La paura è associata sia all'epilessia del lobo temporale che frontale, ma in quella frontale viene espressa sul volto della persona, mentre nella temporale è soggettiva e interna, non percepibile dall'osservatore.
La postura tonica e movimenti clonici sono sintomi comuni nella maggior parte delle aree del lobo frontale, quindi il tipo di convulsioni associate all'epilessia del lobo frontale sono dette crisi tonico cloniche. I movimenti motori distonici sono comuni ad entrambe le epilessie trattate, ma compaiono spesso come primo sintomo nell'epilessia frontale, in cui sono piuttosto brevi e non influenzano la coscienza. Le crisi possono essere: parziali complesse, parziali semplici, generalizzate secondarie o una combinazione delle tre. Le crisi parziali vengono spesso confuse con le convulsioni psicogene. Molti altri sintomi più specifici si presentano quando vengono colpite diverse parti della corteccia frontale.
- Area motoria supplementare (SMA)
  - L'inizio e la fine della crisi sono abbastanza brusche.
  - La postura tonica in quest'area è unilaterale o asimmetrica tra gli emisferi sinistro e destro. L'aura somatosensoriale precede i sintomi motori e vocali. Il più delle volte il paziente appare reattivo.
  - Sintomi motori: smorfie facciali e automatismi complessi come calci e spinte pelviche
  - Sintomi vocali: risate, urla o interruzione dei discorsi.[5]
- Corteccia motoria primaria
  - La corteccia motoria primaria è dotata di circonvoluzioni che si avvicinano alle aree adiacenti del lobo, dove possono innescare altri attacchi. Le convulsioni sono molto più semplici di quelle che hanno origine nell'area motoria supplementare e di solito sono movimenti clonici o mioclonici. Può anche presentarsi in una postura distonica o controlaterale.[1][5]
- Regione mediale frontale, giro del cingolo, regione orbitofrotale e frontopolare
  - I sintomi motori delle convulsioni di quest'area sono accompagnati da sensazioni emotive e sintomi viscerosensoriali. L'agitazione motoria e vocale è simile a quelle della corteccia motoria supplementare, con scatti brevi e ripetitivi, calci, risate, urla e / o pianto.
  - Questi sintomi possono causare diagnosi erronee di disturbi psicologici.[1][4]
- Corteccia dorsolaterale
  - Questa zona non sembra avere molti sintomi motori oltre a posture toniche o movimenti clonici. La rotazione del capo controlaterale (o meno comunemente omolaterale) e la deviazione oculare sono associati anche a quest'area.[1]
- Opercolo
- Molti dei sintomi associati a quest'area coinvolgono la testa e il tubo digerente: deglutizione, salivazione, masticazione e allucinazioni gustative. Precedono la crisi, quindi il paziente prova timore e sente un'aura epigastrica. Non vi sono movimenti fisici tranne i movimenti facciali clonici. Il linguaggio spesso si arresta.[1]

## Diagnosi errate più comuni
Le convulsioni che provocano iperattività complessa delle parti prossimali degli arti e che portano ad un aumento dell'attività motoria generale vengono chiamate convulsioni da ipermotorie. Quando sono associate a movimenti e linguaggio inusuale queste convulsioni possono essere erroneamente diagnosticate come disturbi del movimento episodici, disturbi psicogeni del movimento, coreoatetosi parossistica distonica parossistica, coreoatetosi parossistica o atassia episodica di tipo 1. Nei bambini le convulsioni ipermotorie sono spesso confuse con i terrori notturni. Per descrivere i sintomi dell'epilessia del lobo frontale vengono anche usati i termini "distonia parossistica notturna" o "distonia parossistica ipnogenica".
L'Epilessia autosomica dominante notturna del lobo frontale (ADNFLE) è la forma più conosciuta di epilessia del lobo frontale, e spesso viene diagnosticata come apnea notturna. Entrambi i disturbi sono caratterizzati da risvegli durante la notte che portano alla sonnolenza diurna. Alcuni sintomi dell'apnea del sonno si sovrappongono a quelli dell'ADNFLE, ad esempio il risveglio improvviso accompagnato da sensazione di soffocamento, o l'attività motoria occasionale, che rende difficile la diagnosi sulla base dei sintomi. Per distinguere i due disturbi può rendersi necessario il monitoraggio tramite l'EEG. L'apnea notturna potrebbe essere associata all'epilessia secondo alcuni studi, fatto che potrebbe spiegare le diagnosi errate.

## Cause

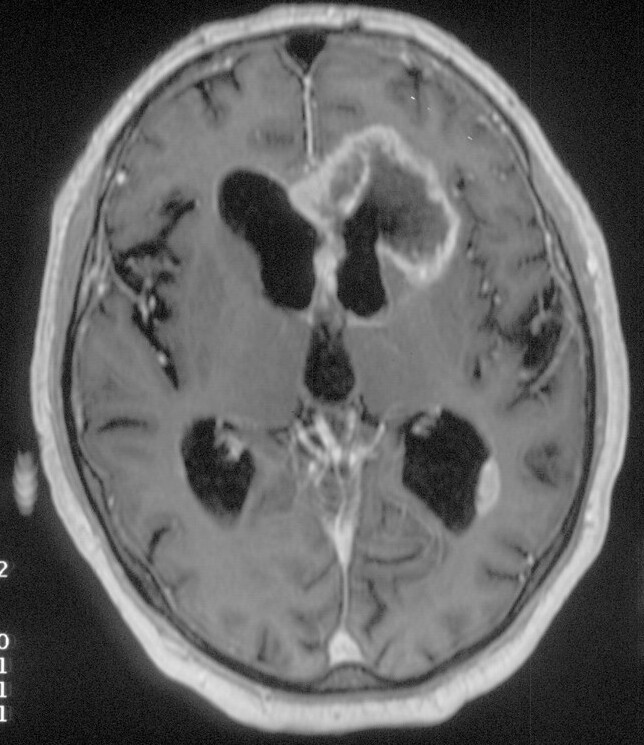
Un'immagine MRI di un cervello con un tumore multiloculare invasivo nel lobo frontale sinistro.

Le origini delle crisi del lobo frontale possono essere legate a tumori, traumi cranici o alla genetica. I tumori rappresentano circa un terzo di tutti i casi di epilessia del lobo frontale. Tumori di basso grado come i gangliogliomi, i gliomi e i tumori epidermoidi sono i più comuni, ma sono coinvolti anche molti tumori di alto grado. Altre lesioni del lobo frontale come l'amartoma e l'eterotopia nodulare possono causare epilessia. Difetti genetici come malformazioni vascolari provocano le convulsioni, in particolare le malformazioni artero-venose e l'emangioma cavernoso. Il trauma cranico può causare danni al lobo frontale e quindi convulsioni attraverso la gliosi. Le convulsioni da trauma cranico di solito si verificano entro pochi mesi, ma possono anche richiedere anni per manifestarsi. L'encefalite può causare convulsioni del lobo frontale, ma è più spesso associata a quelle del lobo temporale. La principale causa genetica dell'epilessia del lobo frontale è una malattia autosomica dominante denominata epilessia autosomica dominante notturna del lobo frontale, che comporta mutazioni in 2 geni del recettore nicotinico dell'acetilcolina. Una mutazione genetica sul cromosoma 22 è associata ad un'altra forma genetica del disturbo.

## Meccanismo
Vista la differenza funzionale i lobi frontali sono suddivisi in due aree principali conosciute come la corteccia precentrale e prefrontale.

### Corteccia precentrale
La corteccia precentrale è un'area della corteccia frontale che si trova anteriormente al solco centrale e comprende la corteccia motoria primaria e l'area motoria supplementare Le proiezioni su queste aree derivano davarie zone del cervello che integrano gli stimoli sensoriali, per esempio la corteccia motoria primaria, il talamo e le proiezioni corticospinali. Queste due aree insieme a molte altre controllano la preparazione del movimento e la sua esecuzione, e sono cruciali per lo sviluppo dei sintomi motori associati all'epilessia del lobo frontale. Le principali aree funzionali includono:
- Corteccia motoria primaria
  - Contiene grandi neuroni che proiettano gli assoni verso il midollo spinale dove si collegano ai motoneuroni alfa. Questi neuroni sono coinvolti nella pianificazione dei movimenti e nei movimenti precisi sulla base di input sensoriali ricevuti dal cervelletto.[7]
- Area motoria supplementare
  - Area anteriore alla corteccia motoria primaria, coinvolta nella pianificazione di movimenti complessi e coordinati delle mani. Gli input principali provengono dal talamo.[7]
- Campi oculari frontali
  - Il campo frontale dell'occhio è la parte posteriore della circonvoluzione frontale media ed è coinvolta nel controllo del movimento oculare saccadico, controlaterale e coniugato. Quest'area riceve input dalla corteccia occipitale e dal talamo dorsale.[5]
- Area di Broca
  - Controlla i movimenti della lingua e della laringe,  consentendo la fonazione. Quest'area riceve input diretti dall'area motoria primaria e dall'area di Wernicke nel lobo temporale.[8]

### Corteccia prefrontale
La corteccia prefrontale, è la regione più anteriore del cervello, e comprende aree importanti per le funzioni mentali superiori che controllano vari aspetti della personalità umana tra cui la pianificazione, il giudizio, la memoria e il processo decisionale. Danni o lesioni a questa regione del cervello possono determinare importanti cambiamenti della personalità. Un esempio classico è Phineas Gage, che aveva cambiato la sua personalità dopo che i suoi lobi frontali erano stati danneggiati da una grossa barra di ferro che aveva accidentalmente trafitto la sua testa.
Ci sono due regioni principali della corteccia prefrontale che controllano il comportamento e la personalità:
- Corteccia prefrontale dorsolaterale
  - Una lesione su quest'area è provoca la compromissione delle capacità cognitive che controllano e regolano il comportamento e la memoria a lungo termine.[9]
- Corteccia Orbitofrontale
  - La corteccia orbitofrontale ha funzioni simili a quelle della corteccia prefrontale dorsolaterale, ed è responsabile della capacità di fare scelte e di distinguere il bene dal male.[10]

## Effetti sociali e qualità della vita
L'epilessia ha un impatto sostanziale sulla qualità della vita degli individui che ne sono affetti. L'impatto sulla qualità della vita è importante quanto gli effetti delle crisi. Sono stati creati vari strumenti di valutazione per monitorare la qualità della vita dei singoli pazienti. I parametri di valutazione comprendono la salute fisica (numero e gravità delle convulsioni, effetti collaterali dei farmaci ecc.), poi la salute mentale, i rapporti sociali, lo stile di vita, il lavoro e il raggiungimento di obbiettivi. Uno studio dei centri per la prevenzione e il controllo delle malattie ha riportato che i pazienti con crisi convulsive hanno più probabilità di avere livelli di istruzione più bassi, disoccupazione più elevata, livelli più elevati di dolore, ipersonnia o insonnia, aumento del disagio psicologico e isolamento sociale, problemi relazionali. Alcuni dei problemi che influiscono sulla qualità della vita delle persone con epilessia sono: capacità di guidare e viaggiare, capacità di avere relazioni, sposarsi e avere figli, possibilità di avere un lavoro ed essere indipendenti, possibilità di avere un'istruzione, avere una buona salute e un buon funzionamento mentale. La ricerca è necessaria per trovare modi di controllare le crisi, ma anche per affrontare i problemi specifici riguardanti la qualità della vita delle persone affette da epilessia del lobo frontale.
Limitazioni alla guida
Le restrizioni di guida sono uno dei maggiori limiti per i pazienti epilettici. Le leggi al riguardo variano notevolmente negli Stati Uniti e in tutto il mondo.  Le ricerche condotte dalla Johns Hopkins University negli Stati Uniti hanno dimostrato che non vi è differenza nei tassi di incidenti mortali correlati a crisi epilettiche in stati che prevedono l'allontanamento dalla guida per tre mesi e quelli che la richiedono per 12 mesi. In alcuni stati, le restrizioni variano a seconda del tipo di epilessia e del singolo caso, in altri i medici sono responsabili di autorizzare alla guida. La responsabilità in caso di incidente può essere attribuita al medico, al paziente o ad entrambi a seconda degli stati.
Uno degli argomenti a favore della limitazione della guida riguarda la sicurezza pubblica. Tuttavia, lo studio di Johns Hopkins ha dimostrato che negli Stati Uniti, in un periodo di tempo di 2 anni solo lo 0,2% degli incidenti mortali è stato causato da epilettici. Gli incidenti mortali legati all'alcol hanno causato 156 volte più morti e i giovani guidatori tra i 16 e i 24 hanno 123 volte più probabilità di morire in un incidente fatale causato dall'inesperienza rispetto a un autista epilettico.
Le convulsioni epilettiche del lobo frontale a differenza di altre crisi epilettiche danno sintomi pericolosi e difficili da diagnosticare. I movimenti convulsi, i calci e le spinte pelviche, così come l'abbassamento delle funzioni cognitive tipici delle crisi epilettiche del lobo frontale possono essere fatali al volante. Fino ad ora non sono stati condotti studi per differenziare i conducenti con epilessia del lobo frontale rispetto alla popolazione epilettica generale.
Ormoni e gravidanza
I cambiamenti ormonali e la gravidanza possono modificare l'attività convulsiva e l'uso di farmaci antiepilettici può alterare l'efficacia degli ormoni e causare malformazioni congenite nei feti. Il controllo delle crisi nelle donne in gravidanza è importante per il benessere del feto e della madre. I cambiamenti ormonali della pubertà, e in menopausa possono causare cambiamenti nella frequenza e nella gravità delle convulsioni e devono essere strettamente monitorati. L'aumentata attività convulsiva coinvolge il 50% delle donne durante la gravidanza a causa del cambiamento dei livelli di ormoni, dei liquidi, dei sali e dell'assorbimento ed eliminazione dei farmaci.
Occupazione
Un rapporto della Fondazione Epilessia ha osservato che il tasso di disoccupazione tra le persone con epilessia è del 25%, ma sale al 50% per i pazienti con crisi incontrollabili. Uno studio nel Regno Unito ha mostrato che il 16% dei datori di lavoro ritiene che non ci siano posti di lavoro nella propria azienda adatti a persone con epilessia e che il 21% ritiene che impiegare un epilettico sia un "problema". Il cinquanta per cento dei datori di lavoro ha dichiarato di nutrire preoccupazione in caso di l'assunzione di persone affette da epilessia. I pazienti con epilessia del lobo frontale possono essere discriminati in ambito lavorativo e soggetti a tassi di interruzione più elevati a causa degli insoliti sintomi motori, del linguaggio, e cognitivi. Le convulsioni del lobo frontale tendono ad arrivare improvvisamente e a progredire rapidamente rendendo difficile per un datore di lavoro gestire l'esposizione degli altri impiegati.
Istruzione, apprendimento e funzioni cognitive
I pazienti con epilessia del lobo frontale hanno più probabilità di avere problemi di apprendimento ed educazione. Molti fattori contribuiscono a questi problemi, tra cui i farmaci anticonvulsivanti. che fanno sì che i pazienti si sentano annebbiati e pigri. Farmaci come il Topiramato causano ottundimento mentale, difficoltà nel reperimento delle parole e irritabilità. Il fenobarbital, Primidone e Vigabatrin possono causare depressione e tendenze suicide. Lo stress e la mancanza di sonno durante i periodi di esame possono innescare convulsioni e molte associazioni sportive limitano o vietano la presenza di epilettici per motivi di sicurezza. I malati di epilessia del lobo frontale hanno abilità cognitive disfunzionali e problemi di memoria che possono rendere difficile l'apprendimento. L'epilessia del lobo frontale ha un impatto negativo maggiore rispetto ad altre forme di epilessia sul funzionamento cognitivo. I pazienti mostrano diminuzione delle capacità cognitive, con poca comprensione dell'umorismo e delle espressioni emotive, inibizione della risposta, iperattività, coscienziosità, ossessione, comportamento di dipendenza, coordinazione e pianificazione motoria, capacità di attenzione, velocità e continuità delle prestazioni, formazione di concetti, comportamento anticipatorio, memoria di lavoro, pianificazione esecutiva, organizzazione visuo-spaziale, flessibilità mentale, spostamento concettuale, problem solving, programmazione di sequenze motorie complesse, controllo degli impulsi, giudizio e previsione delle conseguenze.
Salute fisica e rischio di altre condizioni
I pazienti con epilessia hanno maggiore rischio di incidenti, lesioni e altre condizioni patologiche rispetto alla popolazione generale. Uno studio europeo ha dimostrato che le persone con epilessia hanno maggior rischio di lesioni accidentali legate a convulsioni, ad esempio commozioni, abrasioni e ferite, che richiedono più ricoveri e interventi medici rispetto alla popolazione generale. Altri studi hanno dimostrato che le persone con epilessia hanno maggior rischio di annegamento, soffocamento e ustioni e più probabilità di morire in un incidente automobilistico fatale.
Le persone con epilessia hanno anche maggiori probabilità di avere altre condizioni patologiche rispetto alla popolazione generale: il 30% dei bambini autistici ha l'epilessia, oltre che il 33% dei pazienti con paralisi cerebrale, il 15-20% dei pazienti con sindrome dell'X fragile, Il 50% dei bambini con difficoltà di apprendimento, il 3-10% dei pazienti con la sindrome di Lennox-Gastaut, l'80% dei bambini con la sindrome di Rett e l'80% dei pazienti con sclerosi tuberosa.
Salute mentale ed emotiva
I pazienti epilettici sono più inclini a soffrire di disfunzioni psicologiche rispetto agli individui sani. Hanno livelli più elevati di ansia e stress dovuti all'isolamento sociale, alla discriminazione, all'imprevedibilità degli attacchi e alle reazioni delle persone nei loro confronti, nonché alla paura di lesioni, morte e danni cerebrali causati dalle crisi. Gli anticonvulsivanti possono comportare depressione, pigrizia e pensieri suicidi. Circa il 20% delle persone con epilessia sono depresse e il tasso di suicidio tra le persone con epilessia è 5 volte il tasso nella popolazione generale.
Chi soffre di epilessia del lobo frontale sperimenta effetti sociali più significativi perché i sintomi sono più insoliti. Le urla, i calci, le spinte pelviche, l'inibizione e altre manifestazioni possono essere imbarazzanti per il paziente.

## Trattamenti
Ci sono diversi modi per trattare le convulsioni epilettiche del lobo frontale. La forma più comune di trattamento è l'uso di farmaci anticonvulsivanti che aiutano a prevenire l'insorgenza delle crisi. Quando i farmaci sono inefficaci, il neurologo può operare il paziente per rimuovere l'area focale del cervello in cui si verificano le crisi. Altri trattamenti per ridurre il verificarsi di convulsioni includono l'attuazione di una dieta specifica, e / o l'impianto di uno stimolatore del nervo vago.

### Farmaci
Gli anticonvulsivanti sono i farmaci di maggior successo nel ridurre e prevenire il ripetersi di crisi epilettiche. L'obiettivo di questi farmaci è di limitare la quantità di potenziali dei neuroni in modo che la regione focale non diventi eccessivamente attiva, portando a un attacco. Sebbene gli anticonvulsivanti riducano la quantità di convulsioni nel cervello, non è stato ancora scoperto alcun farmaco in grado di prevenire lo sviluppo di epilessia a seguito di un trauma cranico. Esistono una vasta gamma di anticonvulsivanti che hanno diverse modalità di azione e capacità di prevenire diversi tipi di convulsioni. Alcuni degli anticonvulsivanti più usati sono: Carbamazepina, Fenitoina, Gabapentin, Levetiracetam, Lamotrigina, Topiramato, Tiagabina, Zonisamide e Pregabalin.
Lorazepam e clonazepam sono usati per il trattamento di gravi convulsioni, e appartenengono alla classe delle benzodiazepine.

### Trattamento chirurgico
Quando le convulsioni diventano incontrollabili e diventano resistenti agli anticonvulsivanti, si può prendere in considerazione un intervento di lobectomia frontale. Questa procedura comporta la rimozione delle regioni focali dei lobi frontali problematiche per il paziente. Circa il 30% - 50% dei pazienti sottoposti a lobectomia frontale diviene libero da crisi che causano perdita di coscienza o movimenti anormali.
Se le convulsioni si verificano in un'area vitale per la rimozione (come quelle che controllano le funzioni motorie, sensoriali o linguistiche), il chirurgo eseguirà una transzione multispaziale multipla. Questa procedura comporta la realizzazione di una serie di tagli che circondano la regione focale per isolare quella specifica sezione del cervello e impedire agli impulsi elettrici di spostarsi verso altre aree.
Una procedura chirurgica eseguita per prevenire il ripetersi di crisi epilettiche nei lobi frontali è quella di impiantare uno stimolatore sul nervo vago. Questo dispositivo è autoattivante, viene inserito sotto la pelle e può essere controllato direttamente dal paziente Quando un paziente avverte l'inizio di un'aura, può attivare lo stimolatore che a sua volta stimolerà il nervo vago sinistro (il nervo destro controlla le funzioni cardiache). Sebbene non comprenda l'esatto meccanismo della stimolazione del nervo vago, si tratta di un trattamento di successo che può bloccare le convulsioni prima che inizino.

### Dieta
L'uso di un regime dietetico regolamentato può aiutare a controllare le convulsioni nei bambini con grave epilessia del lobo frontale intrattabile. Anche se la prescrizione di una dieta per prevenire le crisi è stata sostituita dall'uso di nuovi tipi di anticonvulsivanti, è tutt'oggi ancora raccomandata ai pazienti. La dieta chetogenica è una dieta ricca di grassi, con basso contenuto di carboidrati e va associata ai farmaci anticonvulsivanti. Questa dieta è stata progettata per simulare gli effetti che la fame ha sul metabolismo corporeo. Limitando la quantità di carboidrati e aumentando la quantità di grassi, l'organismo produrrà un eccesso di composti idrosolubili noti come corpi chetonici. Sebbene il meccanismo d'azione sia sconosciuto, si ritiene quantità eccessive di corpi chetonici diventino la principale fonte di energia del cervello e che siano in grado di diminuire la frequenza delle crisi.

## Epidemiologia
L'Epilessia è un disturbo relativamente comune, che colpisce tra lo 0,5-1% della popolazione. Lepilessia del lobo frontale rappresenta circa l'1-2% di tutte le epilessie. L'epilessia parziale sintomatica, che causa semplici crisi parziali può essere ulteriormente suddivisa in epilessia del lobo temporale e frontale. Sebbene il numero esatto di casi di epilessia del lobo frontale non sia attualmente noto, si sa che l'epilessia del lobo frontale è il tipo meno comune di epilessia parziale, e che rappresenta il 20-30% di epilessia intrattabile. Il disturbo non ha preferenze di genere o età. Secondo uno studio recente, l'età media dei soggetti con epilessia del lobo frontale è di 28,5 anni, con 9,3 anni di età media per l'epilessia frontale sinistra e 11,1 anni per la destra.

## Ricerca
Negli ultimi dieci anni, i ricercatori hanno studiato tecnologie meno invasive, più sicure e più efficienti che consentano ai chirurghi di rimuovere le zone focali senza causare danni alle aree corticali vicine. Una di queste è l'uso della radiochirurgia a raggi gamma, usata per asportare i tumori al cervello o per riparare le malformazioni vascolari.
Nella radiochirurgia Gamma Knife, i fasci di radiazioni gamma vengono applicati direttamente sul sito tumorale o sulla malformazione vascolare identificata con tecniche di neuroimaging. Un singolo raggio non è abbastanza forte da danneggiare il tessuto cerebrale, ma i raggi interesecati possono distruggere il tessuto cerebrale che deve essere asportato. Questo processo è estremamente efficiente e non invasivo ed è quindi molto più sicuro della stessa neurochirurgia.
Recentemente ricercatori e chirurghi hanno iniziato a utilizzare la radiochirurgia Gamma Knife per curare l'epilessia, rimuovendo i tumori responsabili delle crisi. I tassi di successo sembrano essere simili a quelli della chirurgia resettiva temporale, con minori fattori di rischio associati. La ricerca attuale ha lo scopo di migliorare questa tecnica al fine di aumentare i tassi di successo e di sviluppare forme non invasive di monitoraggio fisiologico per scoprire il focus epilettogeno.